# Tianschaniella
Tianschaniella es un género de plantas con flores perteneciente a la familia Boraginaceae. Comprende dos especies.

## Taxonomía
El género fue descrito por B.Fedtsch. ex Popov y publicado en Not. Syst. Acad. Scient. URSS 14: 337. 1951.

## Especies seleccionadas
- Tianschaniella umbellulifera
- Tianschaniella wakhanica